# Сіпелґа
Сі́пелґа (ест. Sipelga küla) — село в Естонії, у волості Пейпсіяере повіту Тартумаа.

## Населення
Чисельність населення на 31 грудня 2011 року становила 45 осіб.